# Anjou Margit skót királyné
Anjou Margit (1325 körül – Nápoly, 1380), olaszul: Margherita d'Angiò-Taranto, angolul: Margaret of Anjou, skót gaelül: Maighread Anjou, nápolyi királyi hercegnő és tarantói hercegnő, valamint címzetes konstantinápolyi latin császári hercegnő, első házassága révén címzetes skót királyné, második házassága révén andriai hercegné. II. Fülöp tarantói herceg és Tarantói Lajos nápolyi király édestestvére, Tarantói Johanna örmény királyné féltestvére és I. Johanna nápolyi királynő sógornője. A Capeting-ház Anjou-ágának tagja.

## Élete
Édesapja I. Fülöp tarantói herceg és címzetes latin császár, II. Károly nápolyi király és Árpád-házi Mária fia. Édesanyja II. (Valois) Katalin címzetes császárnő, Valois Károly francia királyi herceg és I. (Courtenay) Katalin címzetes császárnő leánya.
Első férje  Edward Balliol skót trónkövetelő, azonban ezt a házasságot 1344-ben érvénytelenítették.
Margit 1352-ben feleségül ment Francesco del Balzóhoz (1329/30–1422), Andria hercegéhez, két gyermekük született.
Margit második férje 1374-ben fellázadt I. Johanna nápolyi királynő ellen, aki leverte a lázadást, és elkobozta a birtokait. A férje el tudott menekülni Rómába, majd onnan Avignonba, de Margit Nápolyban maradt, ahol Johanna királynő fogságba vetette. Margit fia, Jakab az Akháj Fejedelemségben kapott menedéket, ahol nagybátyjának, Margit öccsének, II. Fülöpnek az örököse volt. Margit nápolyi fogságában halt meg 1380-ban, és a nápolyi San Domenico Maggiore templomban temették el.
Második férje újranősült, és további három gyermeke született, majd 90 éves kora fölött halt meg.

## Gyermekei
- 1. férjétől, I. (Balliol) Edwárd (1285 körül–1363) skót királytól, elváltak, nem születtek gyermekei
- 2. férjétől, Francesco del Balzo (1329/30–1422) andriai hercegtől, 2 gyermek: 
  - Jakab (1353–1383) achajai és tarantói herceg, felesége Anjou Ágnes (1345–1388) durazzói hercegnő, nem születtek gyermekei, ismeretlen ágyasától (vagy ágyasaitól), két leány:
    - Magdolna (–1383 után)
    - Katalin (–1383 után)

  - Antónia (1355–1375), férje III. (Együgyű) Frigyes (1342–1377) szicíliai király, nem születtek gyermekei